# Glossonema revoilii
Glossonema revoilii là một loài thực vật có hoa trong họ La bố ma. Loài này được Franch. mô tả khoa học đầu tiên năm 1882.